# Walter Schlienz
Friedrich Wilhelm Walter Schlienz (* 3. Mai 1896 in Hamburg; † 23. Februar 1977 in Bremerhaven) war ein deutscher Biologe.
Schlienz studierte Zoologie an der Universität Hamburg und wurde 1922 promoviert. Er war erst für die Kieler Fischereiverwaltung tätig und gründete 1924 in Wesermünde die Kühlfisch AG. Zusammen mit Rudolf Plank entwickelte er Kühlverfahren. Im Jahr 1940 war er einer der Initiatoren der Gefriertechnischen Gesellschaft der deutschen Hochseefischereien GmbH. Um Fisch direkt an Bord des Schiffes kühlen zu können, erfand Schlienz eine spezielle Gefrieranlage, welche als System Schlienz-Schneider bekannt wurde. Er war Lehrbeauftragter der TH Karlsruhe und war von 1950 bis 1953 Geschäftsführer einer Hochseefischer-Reederei.

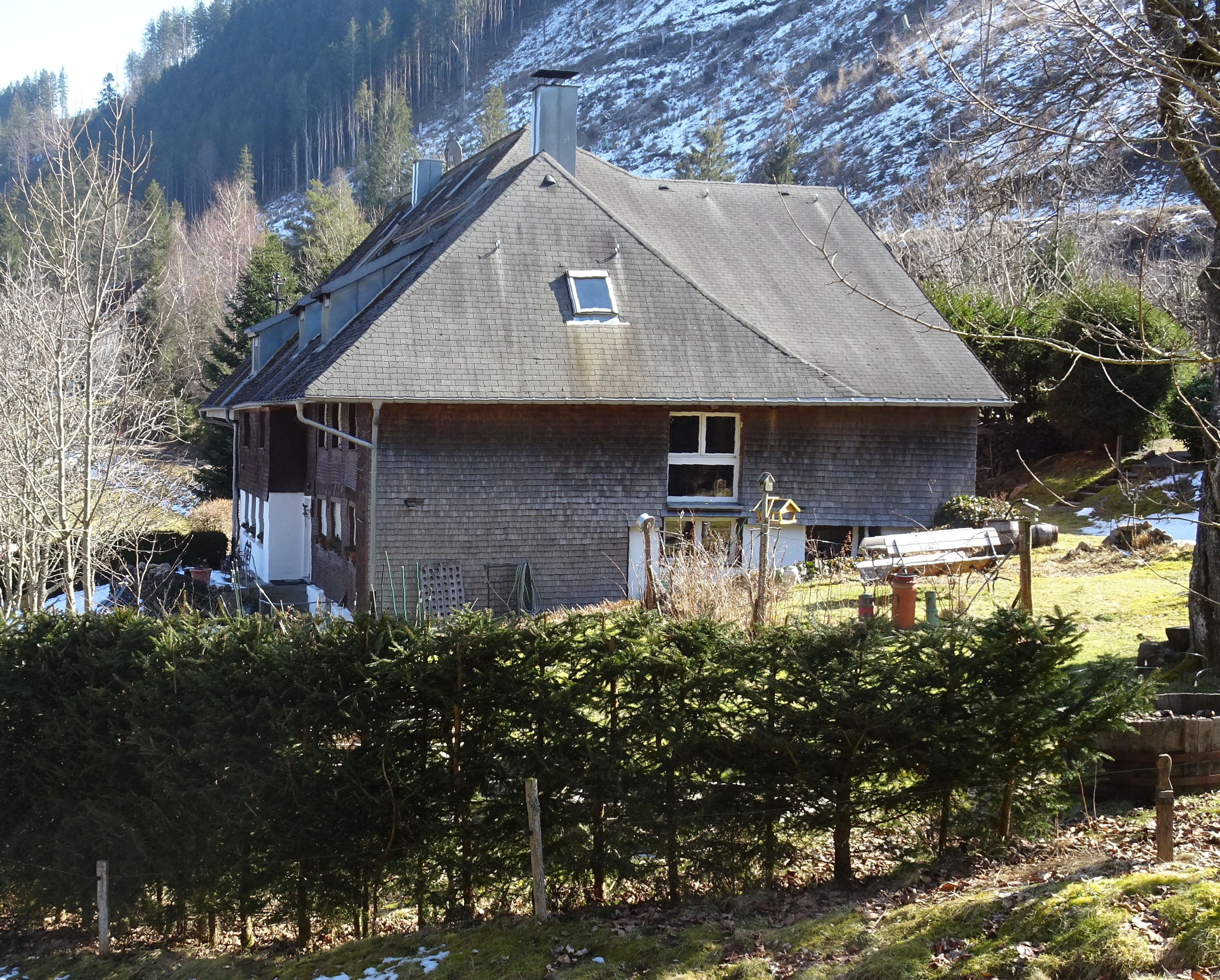
Haus Schlienz, ehemaliges Hauptgebäude des Limnologischen Instituts in Falkau

Nach Ende des Zweiten Weltkriegs betätigte Schlienz sich nebenberuflich mit hydrobiologischen Forschungen. Aus diesen entwickelte sich durch ihn das Limnologische Institut in Falkau (Schwarzwald), welches 1961 unter der Bezeichnung Walter-Schlienz-Institut von der Universität Freiburg übernommen wurde.
Walter Schlienz war Ehrensenator der Technischen Hochschule Karlsruhe und der Universität Freiburg sowie Mitglied des Vereins Deutscher Ingenieure (VDI) (Mitgliedsnummer 490681). Von 1949 bis 1973 war er Vorsitzender des Kuratoriums der Hydrobiologischen Anstalt der Max-Planck-Gesellschaft (ab 1966 Max-Planck-Institut für Limnologie) in Plön.

## Weblink
- Literatur von und über Walter Schlienz im Katalog der Deutschen Nationalbibliothek